# Paul Nardi
Paul Nardi (* 18. Mai 1994 in Vesoul) ist ein französischer Fußballtorwart, der bei den Queens Park Rangers unter Vertrag steht.

## Karriere

### Verein
Paul Nardi begann seine Fußballkarriere im Jahr 2000. Er spielte als Erstes für den AS de Vaivre et Montoille. Später schloss er sich dem Verein seiner Heimatstadt an, dem Vesoul HSF. 2006 ging er zur Jugendmannschaft von AS Nancy. 2013 wurde er vom Trainer Pablo Correa in die Ligamannschaft vom AS Nancy berufen. Er machte sein Debüt in der Ligue 2 am 13. September 2013 gegen US Créteil-Lusitanos.
Zur Saison 2014/15 wechselte er zum AS Monaco in die Ligue 1, spielte die Saison aber weiterhin auf Leihbasis beim AS Nancy.
Zur Saison 2015/16 stieß Nardi zum Kader der AS Monaco und kam zu zwei Einsätzen in der Ligue 1, drei Einsätzen im Pokal und einem Einsatz im Ligapokal.
Zur Saison 2016/17 wechselte Nardi auf Leihbasis zu Stade Rennes und im Anschluss zu Cercle Brügge. Zwischen 2019 und 2022 stand er beim FC Lorient unter Vertrag. Im September 2022 verpflichtete die KAA Gent den Franzosen mit einem Vertrag mit einer Laufzeit von zwei Jahren. In seiner ersten Saison bestritt er 30 von 35 möglichen Ligaspielen für Gent, zwei Pokalspiele und fünf Spiele in der Conference League. Ab Anfang Oktober 2022 wurde er in der Liga bis zum Saisonende durchgehend eingesetzt. 
In  der Saison 2023/24 kam er auf 11 von 41 möglichen Ligaspielen und drei Spielen im Europapokal. Infolge zweier Verletzungen, darunter ein Beinbruch, fiel er von Ende Oktober 2023 bis Mitte Mai 2024 verletzt aus. Dabei bestritt er zur Wiedereingliederung auch ein Spiel in der zweiten Mannschaft, die in der 1. Division Amateure spielt.
Nachdem sein Vertrag bei Gent mit Ende der Saison 2023/24 geendet hatte, unterschrieb er Ende Juni 2024 einen Vertrag beim englischen Zweitligisten Queens Park Rangers.

### Nationalmannschaft
Nardi debütierte für die französische U-17-Nationalmannschaft im Juni 2011 gegen Kongo. In der U-17-Weltmeisterschaft in Mexiko war er im Kader von Frankreich. Im gleichen Jahr stieg Nardi in die französische U-18-Nationalmannschaft auf. 2012 absolvierte er ein Spiel für die französische U-19-Nationalmannschaft. Im Jahr 2013 wurde Nardi in die französische U-20-Nationalmannschaft berufen, für die er 5 Spiele absolvierte. Von 2015 bis 2016 spielte Nardi für die französische U-21-Nationalmannschaft, für die er drei Spiele absolvierte. Mittlerweile ist er zu alt für die Nachwuchs-Nationalmannschaften. In die Französische A-Nationalmannschaft wurde er bisher noch nicht berufen.